# Old Trail Town

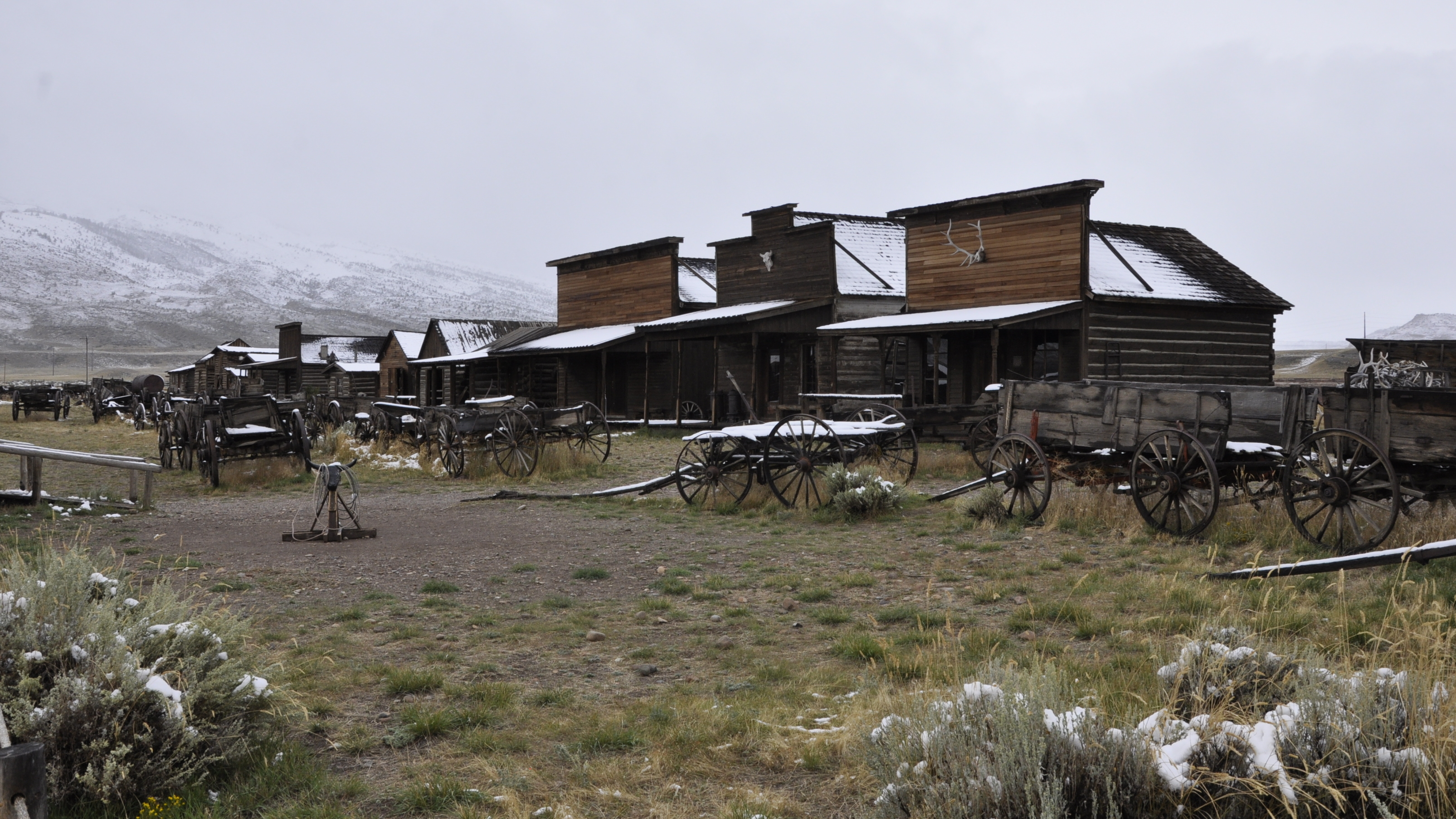
Old Trail Town

Old Trail Town (Nederlands: Oude Stad op het Spoor) is een openluchtmuseum in Cody, een plaats in de Amerikaanse staat Wyoming. Op deze plek is een aantal historische gebouwen verzameld uit de wijde omgeving van Cody, op de plaats waar Cody als grensstad van het Wilde Westen ontstond.
De gebouwen, meer dan 25, zijn meestal blokhutten, uit de periode tussen 1879 tot 1901. In deze ruimtes zijn memorabilia verzameld uit de beginperiode van de staten Wyoming en Montana. Initiatiefnemer was archeoloog Bob W. Edgar die een tijdlang voor het Buffalo Bill Center of the West werkte. Hij en zijn vrienden ontmantelden deze gebouwtjes, verhuisden ze en bouwden ze met zorg hier weer op.

## Bezienswaardigheden
- de blokhut van Curly, een Crow, verkenner van George Armstrong Custer die ontsnapte aan de slachting op Little Bighorn in 1876
- het graf van Liver-Eating Johnson, een bekende Mountain Man
- de blokhut die Harvey Logan, gekend als Kid Curry en Sundance Kid gebruikten als schuilplaats voor ze een bank in Red Lodge (Montana) beroofden
- Butch Cassidy, Sundance Kid en andere desperados kwamen samen in een andere blokhut uit de Hole-in-the-Wall country. Ze werd in 1883 gebouwd door Alexander Ghent

## Het graf van Liver-Eating Johnson
Op 8 juni 1974 werd deze man hier opnieuw begraven. Meer dan 2000 mensen woonden deze gebeurtenis bij. Hij was de centrale figuur in een van de films met Robert Redford met als titel Jeremiah Johnson.

## Afbeeldingen

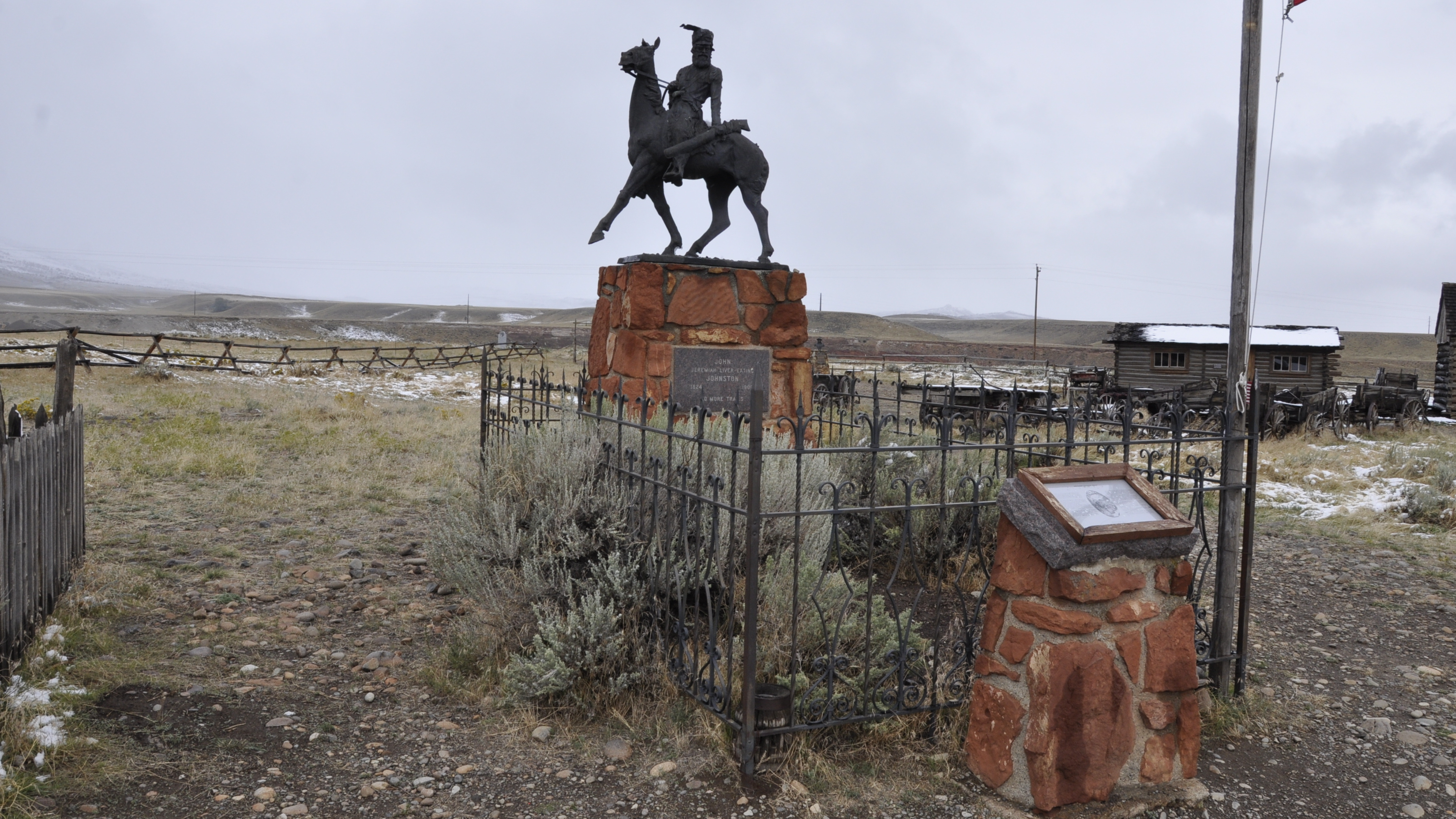
Het graf van Liver-Eating Johnson
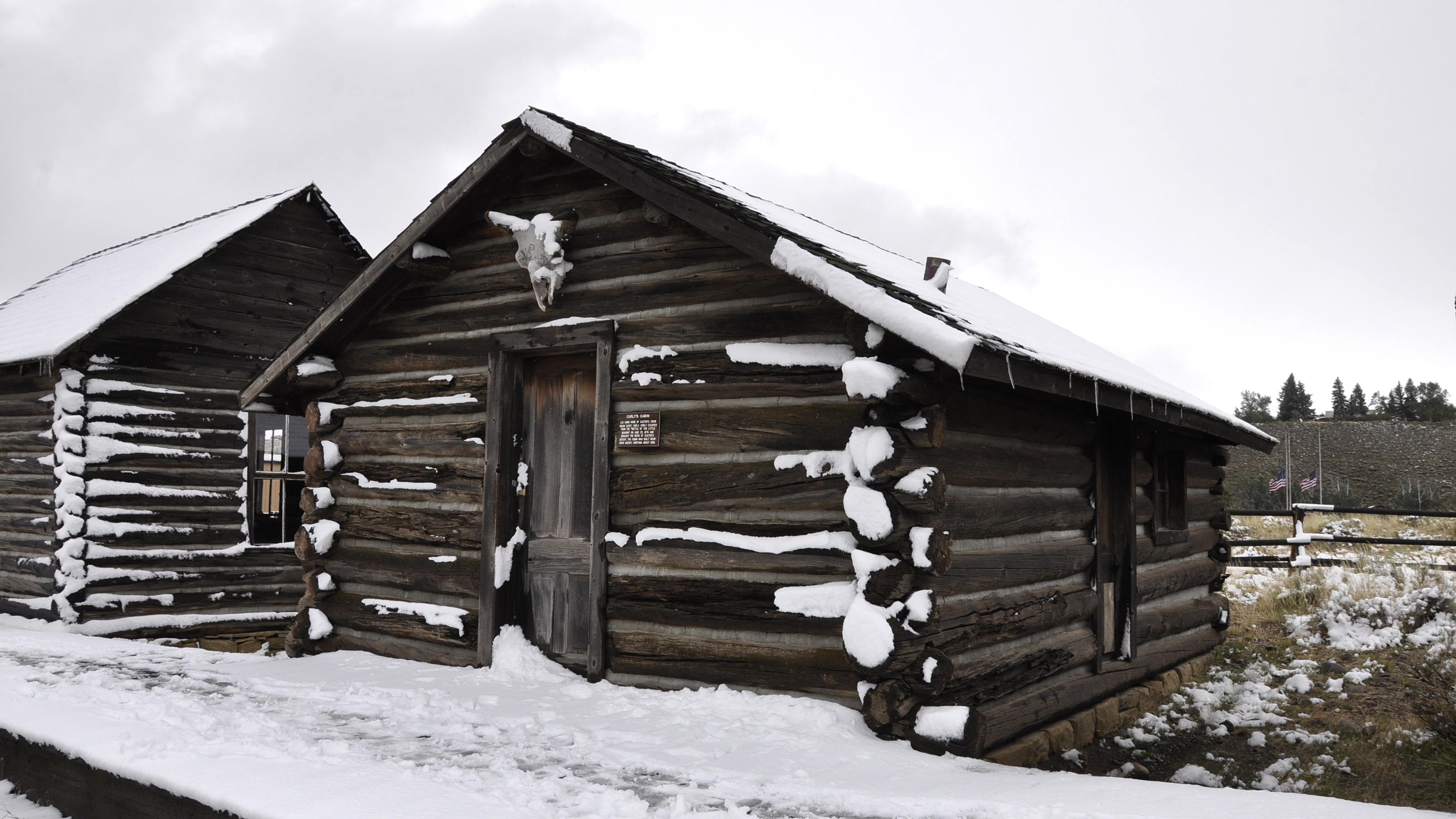
Curly's cabin
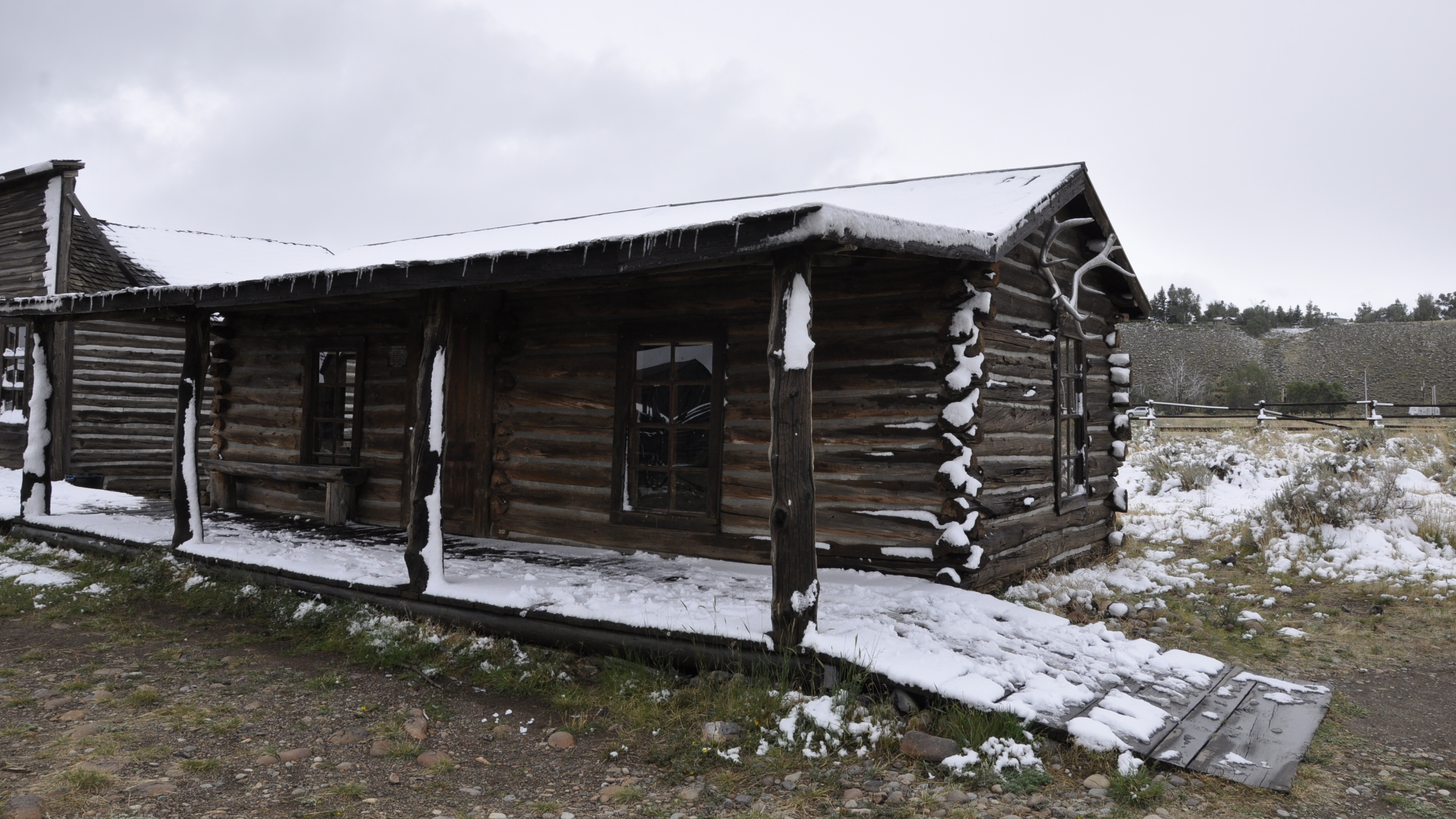
Hole-in-the-Wall cabin